# Juliano (mestre dos escrínios)
Juliano (em latim: Iulianus) foi um oficial bizantino do século VI, ativo durante o reinado dos imperadores Justiniano (r. 527–565) e Justino II (r. 565–578).

## Vida
Juliano aparece pela primeira vez em 562, quando ocupou a posição de mestre dos escrínios (gabinetes). Nessa posição, foi um dos altos oficiais encarregados de investigar uma conspiração contra Justiniano em novembro/dezembro; seus colegas eram Constantino, Procópio e Zenodoro. Mais tarde, ele e Constantino foram substituídos sob suspeita de favorecerem um dos acusados, Etério. Em 565, foi nomeado prefeito urbano de Constantinopla por Justiniano em sucessão de Zemarco. Pelo tempo de sua nomeação, a capital estava sendo vítima de grande violência faccional. Segundo João Malalas, utilizou-se de severidade exemplar, especialmente contra os Verdes que eram os principais culpados, mas levou 10 meses para acalmar a cidade.
Ainda em ofício, erigiu estátuas em homenagem de Justino II (r. 565–578) e da imperatriz Sofia. É registrado num poema como aquele que recuperou um relógio de sol, um presente de Justino e Sofia, que havia sido roubado, bem como é louvado por não aceitar subornos. Os autores da PIRT consideram que deve ser associado ao prefeito de nome desconhecido do começo do reinado de Justino que foi louvado por Coripo durante as celebrações consulares do imperador em 566. Também pode ser identificado com o homônimo cujo monograma ocorre em prataria do final do reinado de Justiniano e começo do de Justino.